# Abtshagen (Wittenhagen)
Abtshagen is een plaats en voormalige gemeente in de Duitse deelstaat Mecklenburg-Voor-Pommeren en maakt deel uit van de gemeente Wittenhagen in het district Vorpommern-Rügen.

## Geschiedenis
Tot 30 juni 1960 was de plaats een zelfstandige gemeente in de Kreis Grimmen in het Bezirk Rostock van de DDR. Sinds 1 juli 1961 is de plaats een Ortsteil van de gemeente Wittenhagen.

## Bezienswaardigheden
De Heilgeistkirche met een schip uit 1380, een houten toren uit 1667, een neogotisch interieur uit 1843 en origineel Buchholz orgel uit 1842 (gerestaureerd 2001).